# City (Band)
City ist eine deutsche Musikgruppe, die bislang über 15 Millionen Tonträger verkaufte. Die Band wurde 1972 in Ost-Berlin gegründet und erlangte den Durchbruch mit ihrem Titel Am Fenster. Anfangs nannten sie sich City Rock Band oder City Band Berlin.

## Geschichte
City wurde im Jahr 1972 von Fritz Puppel (1944–2024; Gitarre) und Klaus Selmke (1950–2020; Schlagzeug) in Berlin-Prenzlauer Berg als City Band Berlin gegründet. Sie gaben am 4. Februar 1972 im ABC-Klubhaus in Berlin-Köpenick ihr erstes Konzert. Erweitert wurde die Band um Ingo Döring (Bass), Frank Pfeiffer (Gesang) und Andreas Pieper (Flöte).
1974 erfolgte eine Umbesetzung, da Puppel, der als Dozent an der Musikschule Friedrichshain lehrte, mit der Formation unzufrieden war. Georgi Gogow (später NO 55), der in einigen Liedern auch die Violine spielte, ersetzte Döring; Emil Bogdanow kam für Pfeiffer. 1975 übernahm Toni Krahl den Posten des Sängers von Bogdanow.
Die erste Singleveröffentlichung beim Plattenlabel Amiga erfolgte im gleichen Jahr. Ihren Durchbruch hatten City 1977 mit dem Titel Am Fenster; im Folgejahr erschien die gleichnamige LP. In der Bundesrepublik Deutschland und in Griechenland erhielten sie dafür Goldene Schallplatten. City gehörte zu den wenigen DDR-Gruppen, die auch in der Bundesrepublik auftreten durften.
Es erfolgte eine weitere Umbesetzung: Rüdiger Barton kam von Magdeburg als Keyboarder (ging später zu Silly), Gisbert Piatkowski (ehemals Magdeburg, später bei NO 55, Modern Soul Band) kam als Gitarrist hinzu. In dieser Besetzung erschien die englischsprachige LP Dreamer, die Jack Rieley von den Beach Boys produzierte. Im Ausland erschien das Album als Dreamland. Es war die erste DDR-Schallplatte, die für den englischsprachigen Markt konzipiert war.
Als es 1981 zu internen Spannungen kam, verließen Gogow und Piatkowski die Band und gründeten NO 55. Gogows Posten blieb unbesetzt, da man glaubte, keinen gleichwertigen Ersatz zu finden. In dieser Zeit entstand auch der Slogan: „Ohne Bass und ohne Haare mit City durch die 80er Jahre“, der auch auf den geringen Haarwuchs einiger Mitglieder anspielte. In einigen Liedern wurden eine Basslinie und andere Effekte (auch Streichersounds) mit dem Keyboard eingespielt.
Manfred Hennig (ehemals Babylon, Pond und Elefant) kam 1982 für Barton, der zu Silly wechselte. Nun übernahm Puppel erneut die Gitarre. 
Mit den Texten der 1987 erschienenen LP Casablanca brach City einige Tabus, wie in den mehrdeutigen Titeln Susann und Wand an Wand. Laut Aussage Krahls wurde der Verkauf des Albums durch staatliche Stellen zunächst gestoppt, dieser Stop wurde nach einer Drohung seitens City in einem Telefonat mit dem zuständigen Ministerium rückgängig gemacht.
Im September 1989 gehörten die Musiker im Vorfeld der Wende zu den Initiatoren der Resolution von Rockmusikern und Liedermachern für mehr Freiheiten in der DDR.
Nach der Wende gründeten Puppel und Krahl das Plattenlabel K&P Music, da sich durch die neue Freiheit ein Untergang der ehemaligen Ostbands ankündigte. Dieses Label produzierte unter anderem André Herzberg (Pankow), Karat, Keimzeit und The Inchtabokatables.
Seit 1992 gehört Gogow wieder der Band an und spielt erneut Violine und Bass. 1995 kehrte auch Hennig nach einer Pause zurück. Ab 1998 trat City zeitweise gemeinsam mit Silly auf, wobei Krahl den Gesangspart von Tamara Danz mit übernahm.
Im Mai 2020 starb der Schlagzeuger Klaus Selmke im Alter von 70 Jahren nach längerer Krankheit.

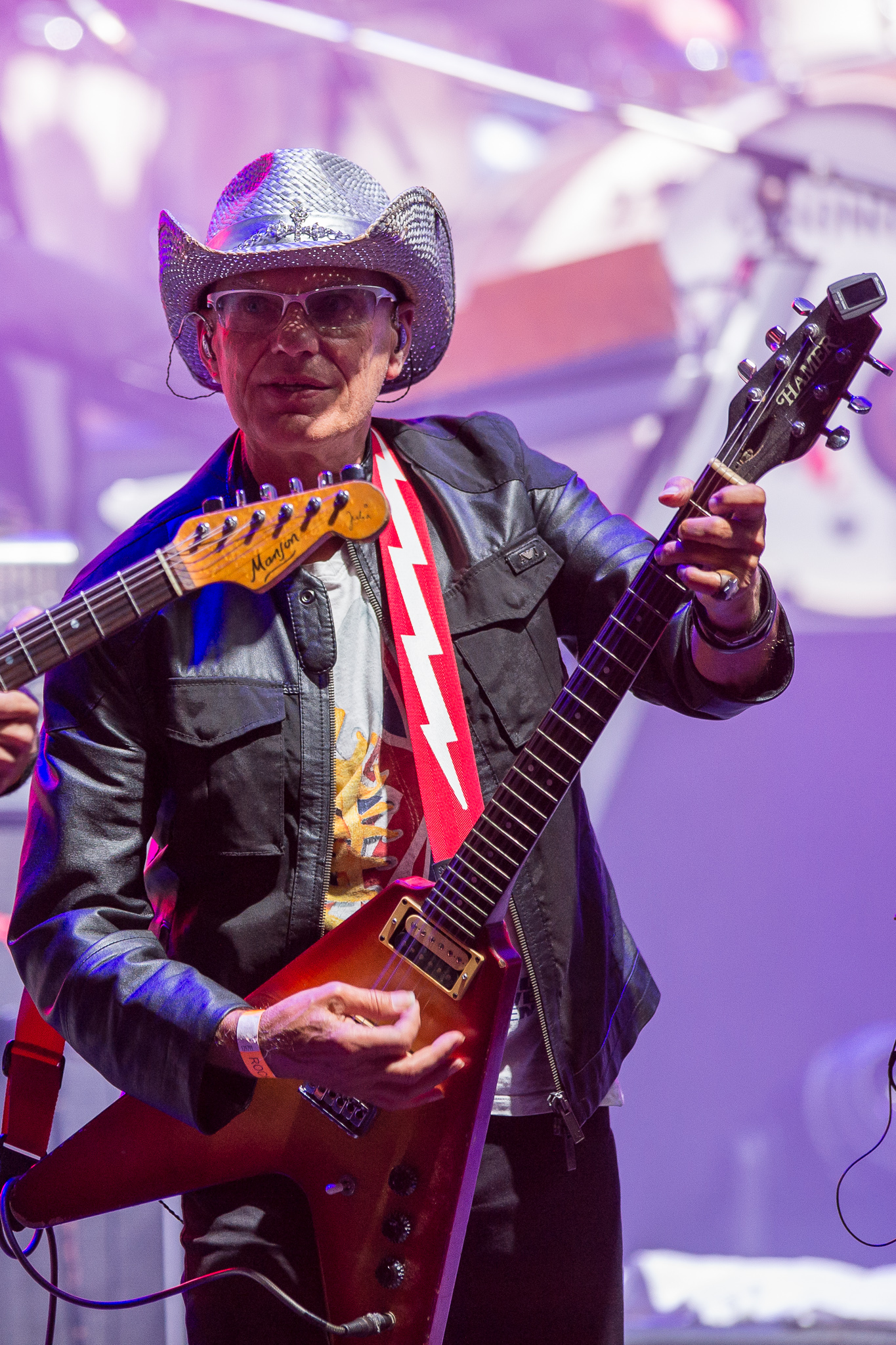
Fritz Puppel
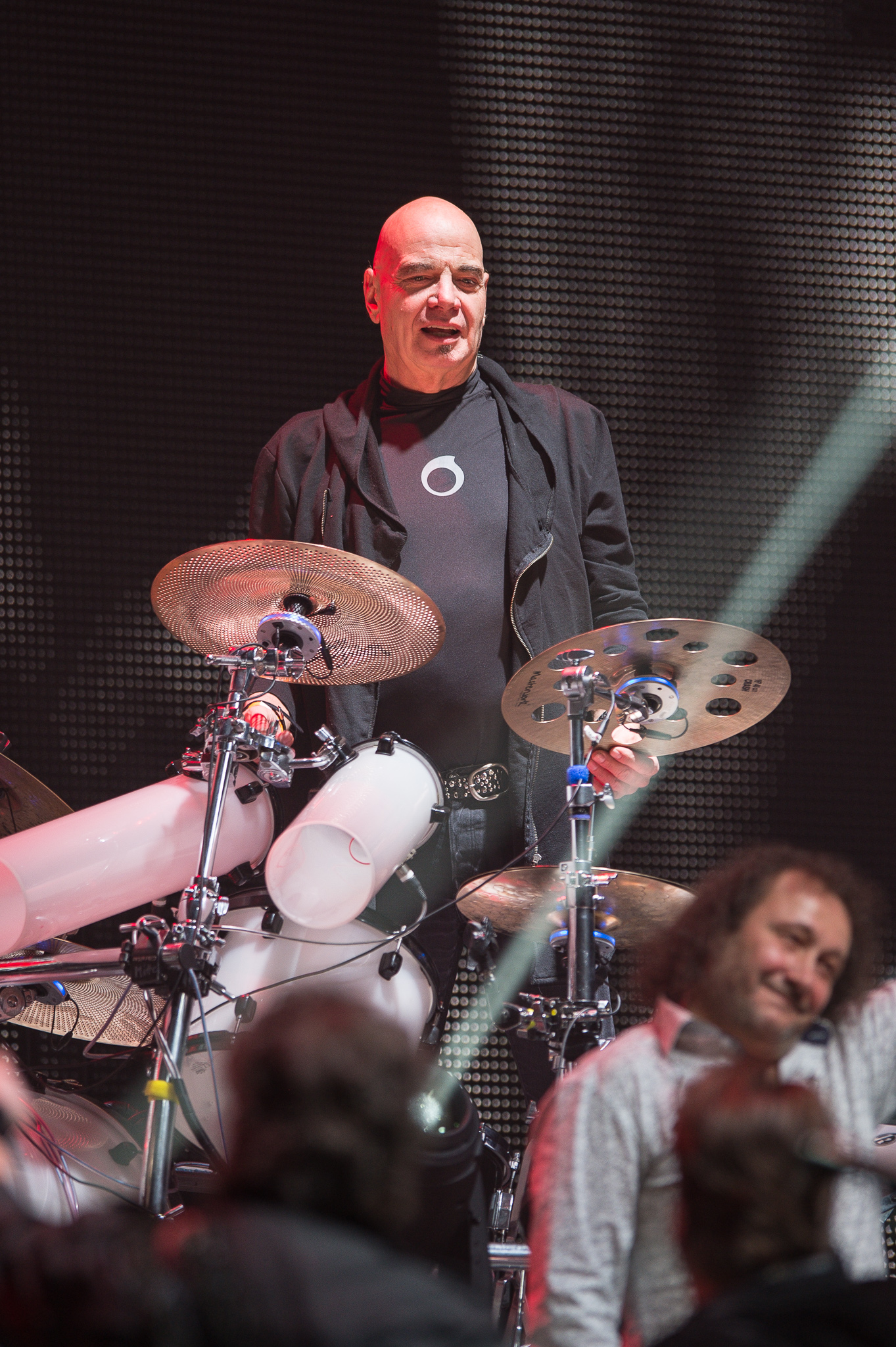
Klaus Selmke
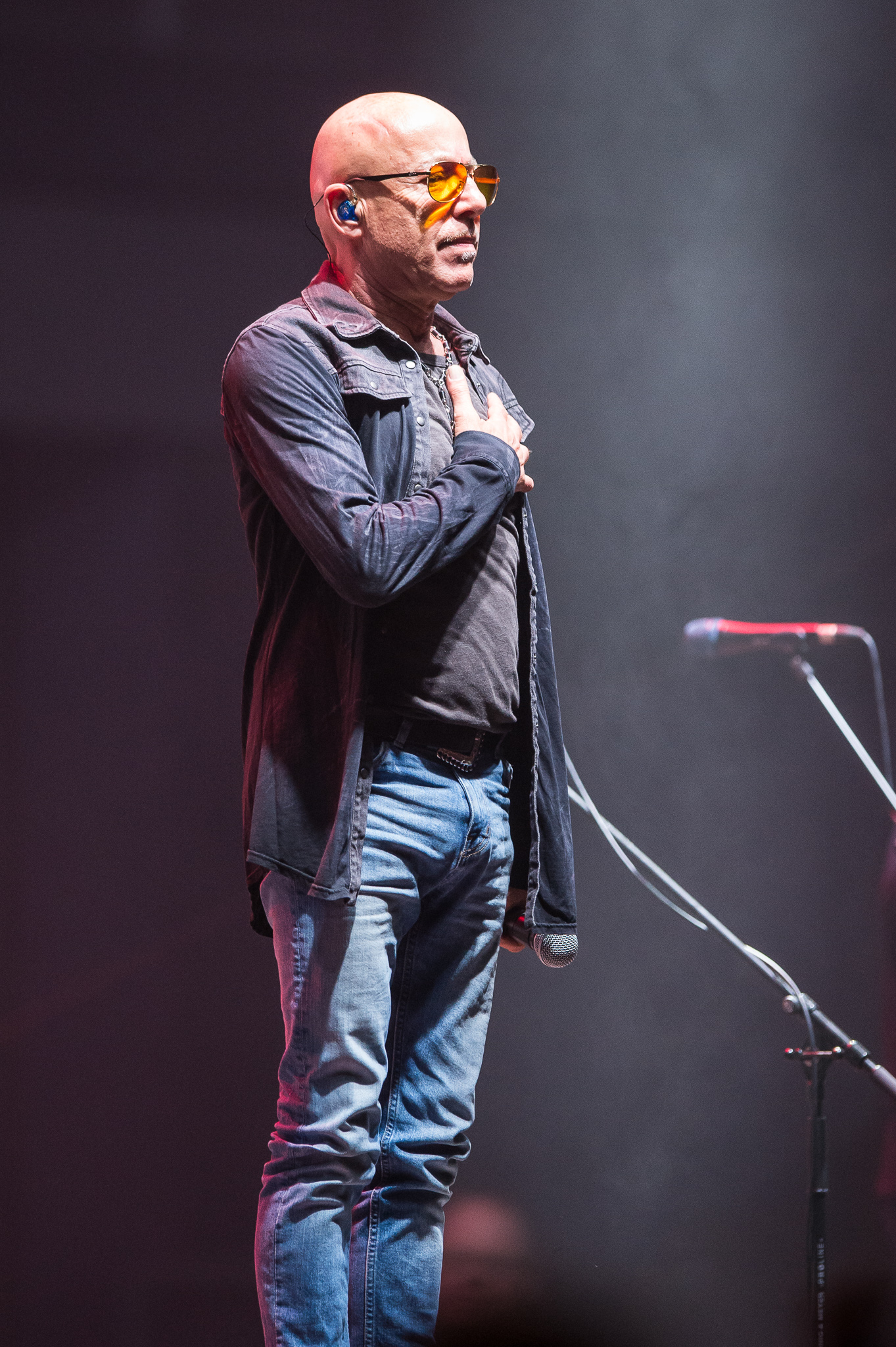
Toni Krahl
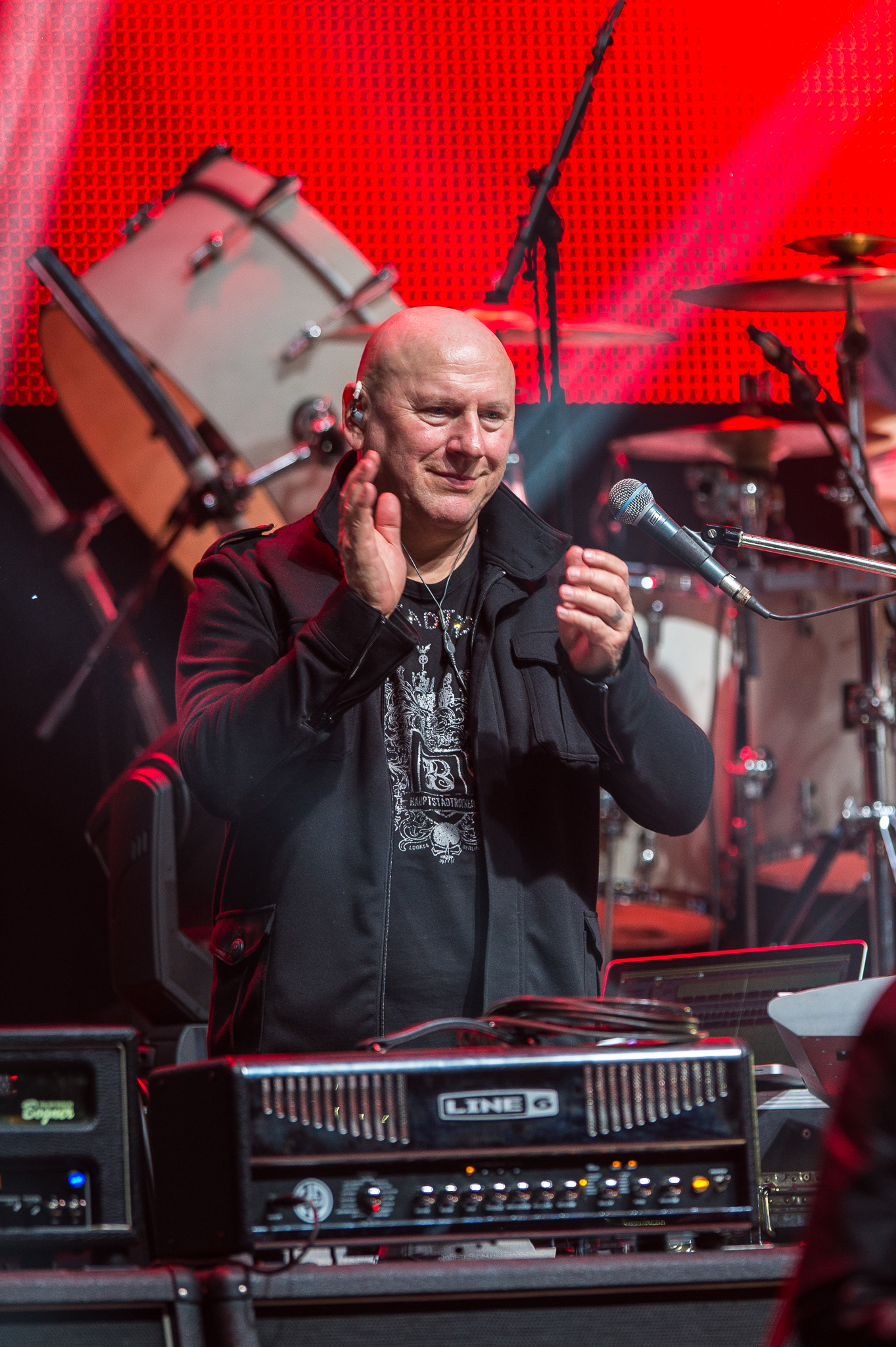
Manfred Hennig
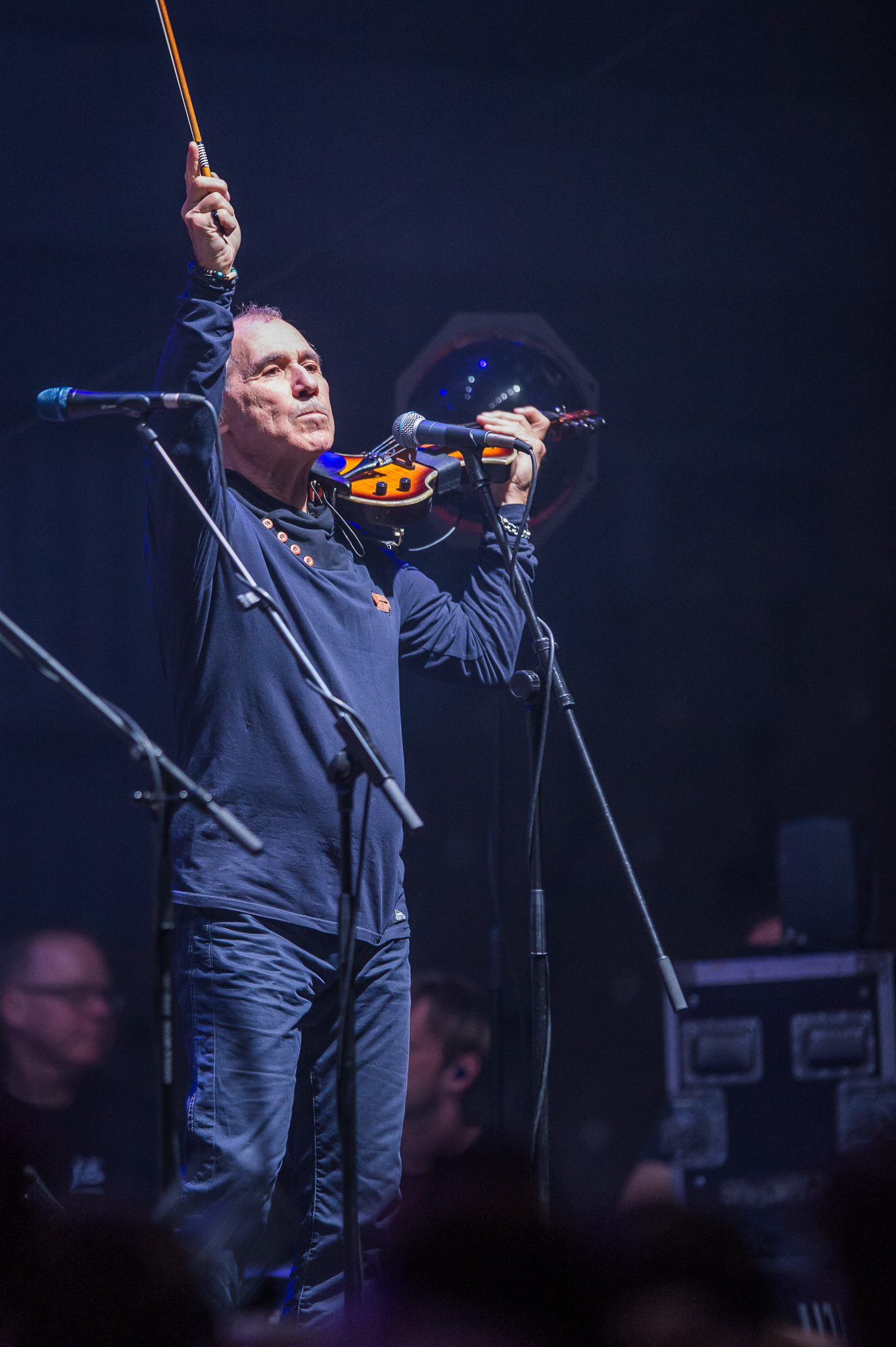
Georgi Gogow

Ende 2022 lief die Abschiedstournee der Band unter dem Motto „Die letzte Runde“. Das letzte Konzert fand am 30. Dezember 2022 in der Berliner Mercedes-Benz-Arena statt; wegen großer Nachfrage wurde am Vortag ein Zusatzkonzert gespielt. In einem Interview gab Geiger Gogow an, dass die Band die Liveaktivitäten einstellen werde, jedoch nicht aufhöre zu existieren.

## Am Fenster
Der größte Erfolg von City ist das Lied Am Fenster, das weltweit mehr als 10.000.000 Mal verkauft wurde und den bis heute größten Erfolg eines DDR-Songs im Westen Deutschlands darstellt. Noch heute taucht er dort in den meisten Klassiker-Playlisten auf und gilt als Tanzflächenfüller. Der Text dieses Liedes basiert auf einem Gedicht von Hildegard Maria Rauchfuß, allerdings wurde eine Strophe von Krahl irrtümlich zweimal gesungen.
Der Titel war für die Albumproduktion von Amiga ursprünglich nicht geplant und wegen seiner Länge und der Geige nicht erwünscht, die damals als in Rockmusik unangemessen galt. Da aber nach einer Aufnahme noch etwas gebuchte Studiozeit geblieben war, bat Gogow Helmar Federowski, ein weiteres ihrer Stücke aufzunehmen. Unter der Bedingung, es nur für den Eigengebrauch zu nutzen und nicht in die Öffentlichkeit zu bringen, wurde Am Fenster live eingespielt. Am gleichen Tag ging Gogow zum Redakteur der Beatkiste und bat ihn darum, den Titel im Rundfunk zu spielen. Die Hörer stürmten die Plattenläden auf der Suche nach der Single – so erreichte City deren Veröffentlichung.

## Diskografie

### Alben
- 1978: Am Fenster (Amiga, DDR, in der Bundesrepublik Deutschland und Griechenland City, DE: Platin)[14]
- 1979: Der Tätowierte (Amiga, DDR, in der Bundesrepublik Deutschland und Griechenland City II)
- 1980: Dreamer (Amiga, DDR, im Ausland Dreamland)
- 1983: Unter der Haut (Amiga)
- 1984: Feuer im Eis (Amiga)
- 1987: Casablanca (Amiga)
- 1990: Keine Angst
- 1997: Rauchzeichen
- 2002: Am Fenster 2
- 2004: Silberstreif am Horizont
- 2007: Yeah! Yeah! Yeah! (auch als Limited Edition, 5-Song-Live-CD)
- 2012: 40 Jahre City (Das Konzert), (Sony Music)
- 2012: Für immer jung
- 2013: Danke Engel (CD/DVD Unplugged + 5 neue Tracks)
- 2017: Das Blut so laut (Rhingtön/Universal Music)
- 2019: Candlelight Spektakel – Live in Sachsen
- 2022: Die letzte Runde

### Kompilationen
- 1991: Rock aus Deutschland Ost Vol. 11 – City, Die Erfolge 1977–1987 (von City nicht autorisierte Kompilation)
- 1992: The Best of City (DE: Gold)[14]
- 1997: Am Fenster (Platin Edition)
- 2003: Der King vom Prenzlauer Berg (3-CD-Compilation)
- 2003: Das Weihnachtsfest der Rockmusik (Split-Best-Of mit Keimzeit)
- 2004: Meister aller Klassen – Best (1977–1990)
- 2008: Das Beste (von City nicht autorisierte 4-CD-Kompilation)
- 2008: Play it again! Das Beste von City (Best-Of-Album inklusive neuer Tracks, Remixes und Videotrack)
- 2012: City – Die Original Alben, Hansa Amiga (Sony Music)
- 2015: Rocklegenden live, Puhdys + City + Karat

## Film
- 1979: City-Rock-Band (DEFA-Kurzdokumentarfilm, Regie: Jürgen Steinheisser)[15]
- 1985: Neongott (DEFA-Kurzdokumentarfilm, Regie: Christian Klemke)[16]
- 2022: Legenden – CITY – Die letzte Runde (MDR-Dokumentation)[17]
- 2022: 50 Jahre City – Die letzte Runde / LIVE 2022

## Auszeichnungen
- 2022: Goldene Henne (Ehrenpreis)[18]

## Auszeichnungen für Musikverkäufe
Goldene Schallplatte
- Deutschland
  - 2024: für die Single Am Fenster

Anmerkung: Auszeichnungen in Ländern aus den Charttabellen bzw. Chartboxen sind in ebendiesen zu finden.
| Land/RegionAuszeichnungen für Musikverkäufe (Land/Region, Auszeichnungen, Verkäufe, Quellen) | Gold     | Platin  | Verkäufe  | Quellen           |
| -------------------------------------------------------------------------------------------- | -------- | ------- | --------- | ----------------- |
| Deutschland (BVMI)                                                                           | 2× Gold2 | Platin1 | 1.050.000 | musikindustrie.de |
| Insgesamt                                                                                    | 2× Gold2 | Platin1 |           |                   |